# Ivan Carbonell i Iglesias
Ivan Carbonell i Iglesias (València, 1979) és un escriptor valencià. És llicenciat en Filologia Catalana i en Humanitats per la Universitat de València, a més de graduat en Història per la mateixa universitat. És professor de Valencià en Secundària i ha guanyat nombrosos premis de literatura breu, com ara el Sambori universitari, el Felipe Ramis o els Premis Bancaixa-Universitat de València.
És membre de l'Associació Internacional de Llengua i Literatura Catalanes (AILC) i del Centre d'Estudis Contestans de Cocentaina (CEC).

## Obra
- La nit de la princesa (2008, Tabarca)
- El secret del Mas de la Pedra (2010, Tabarca)
- Els papers àrabs (2011, Edicions del Bullent)
- La promesa del gal·lés (2013, Onada)
- Els aprenents de traïdor, (2013, Cossetània Edicions)
- Fantasmes al palau. Tradicions esotèriques valencianes (2015, Edicions del Bullent)
- La paciència del minotaure (2015, Onada)
- La lluna per tots sants (2017, Viena Edicions)
- L'àmfora Fenícia (2017, Aila Edicions)
- Shinobi. El senyor de la Guerra (2018, editorial Tabarca).
- El traficant de nits (2019, Llibres de la Drassana).
- Balada de la frontera (2020, Bromera)
- La cançó del mag Merlí (2020, Bromera)

## Premis
- 2009 XI Premi de Narrativa Ciutat de Torrent amb El secret del Mas de la Pedra[3]
- 2010 XXXé Premi Enric Valor de narrativa juvenil amb Els papers àrabs[4][5][6]
- 2012 XIV Premi de Narrativa Ciutat de Sagunt amb La promesa del gal·lés.[7]
- 2014 XVI Premi Bernat Capó de difusió de la cultura popular amb Fantasmes al palau. Tradicions esotèriques valencianes[8]
- 2014 X Premi Internacional de Literatura de Viatges Ciutat de Benicàssim amb La paciència del minotaure.[9]
- 2016 XXXVI Premis Literaris “25 d'Abril” – Vila de Benissa amb La lluna per tots sants[10]
- 2019 XXXVII Premis Literaris Ciutat de València en la categoria Premi Isabel de Villena de narrativa amb La cançó del mag Merlí[11]
- 2019 II Premi Lletraferit amb El traficant de nits[12]
- 2020 Premi Enric Valor de Novel·la en Valencià amb Balada de la frontera